# Eukoenenia bonadonai
Espèce
Eukoenenia bonadonai est une espèce de palpigrades de la famille des Eukoeneniidae.

## Distribution
Cette espèce se rencontre dans des grottes en France à Séranon dans les Alpes-Maritimes et en Italie à Valdieri et à Frabosa Sottana dans la province de Coni,.

## Description
Le mâle holotype mesure 1,90 mm.

## Étymologie
Cette espèce est nommée en l'honneur de Paul Bonadona.

## Publication originale
- Condé, 1979 : Palpigrades d'Europe méridionale et d'Asie tropicale. Revue Suisse de Zoologie, vol. 86, no 4, p. 901-912 (texte original).